# Unione Sportiva Corona
L'Unione Sportiva Corona è stata una società di pallacanestro maschile di Cremona, fondata nel 1969 e che ha disputato alcuni campionati di serie A2 nel corso degli anni ottanta.

## Storia
La società, di proprietà dei fratelli Reggiani dopo la scissione dalla polisportiva U.S. Corona, visse il suo periodo più felice a partire dal 1980, anno della promozione in Serie B (terzo livello dei campionati, corrispondente all'attuale Divisione Nazionale A Silver). Dopo quattro anni arrivò la prima promozione in Serie A2: la squadra retrocesse però dopo un anno di permanenza in A2. Tuttavia la promozione fu immediata, e dal 1986-87 al 1989-1990 la squadra mantenne la permanenza in A2.
Al termine della stagione 1990-91 l'U.S. Corona si classificò all'ultimo posto. Retrocessa, la società fu costretta al ridimensionamento sciogliendosi e ripartendo dalla Serie D, fino ad arrivare alla fusione nel 1994 con la squadra di basket di Piadena: nacque la Corona Platina Piadena, società che attualmente milita nella Serie B nazionale, girone B.
Nell'U.S. Corona militarono alcuni giocatori statunitensi molto noti come C.J. Kupec, Rod Griffin, Wayne Sappleton, Terry Tyler, George Singleton.

## Sponsor
- 1977-1980: Quarry
- 1980-1984: Saradini
- 1984-1988: Spondilatte
- 1988-1990: Braga